# Hrynie
Hrynie (biał. Грыні, ros. Грини) – wieś na Białorusi, w obwodzie mińskim, w rejonie mińskim, w sielsowiecie Szerszuny.